# (700) Auravictrix
(700) Auravictrix es un asteroide perteneciente al cinturón de asteroides descubierto el 5 de junio de 1910 por Joseph Helffrich desde el observatorio de Heidelberg-Königstuhl, Alemania.
Está nombrado por las palabras latinas que significan victoria contra el viento, por el vuelo del primer dirigible de la compañía alemana Schütte-Lanz.

## Características orbitales
Auravictrix forma parte de la familia asteroidal de Flora.